# Logan Sankey
Logan Sankey (28 maggio 1998) è una saltatrice con gli sci statunitense.

## Biografia
La Sankey, attiva in gare FIS dal gennaio del 2015, ha esordito in Coppa del Mondo il 28 gennaio 2018 a Ljubno (37ª) e ai Campionati mondiali a Seefeld in Tirol 2019, dove è stata 10ª nella gara a squadre. Ai Mondiali di Oberstdorf 2021 si è classificata 10ª nella gara a squadre.